# Pacaltsdorp
Pacaltsdorp è un centro abitato sudafricano, sobborgo della città di George, situato nella municipalità distrettuale di Eden nella provincia del Capo Occidentale.
Durante l'apartheid, Pacaltsdorp era la township di George e faceva capo ad un'amministrazione separata.